# Медресе

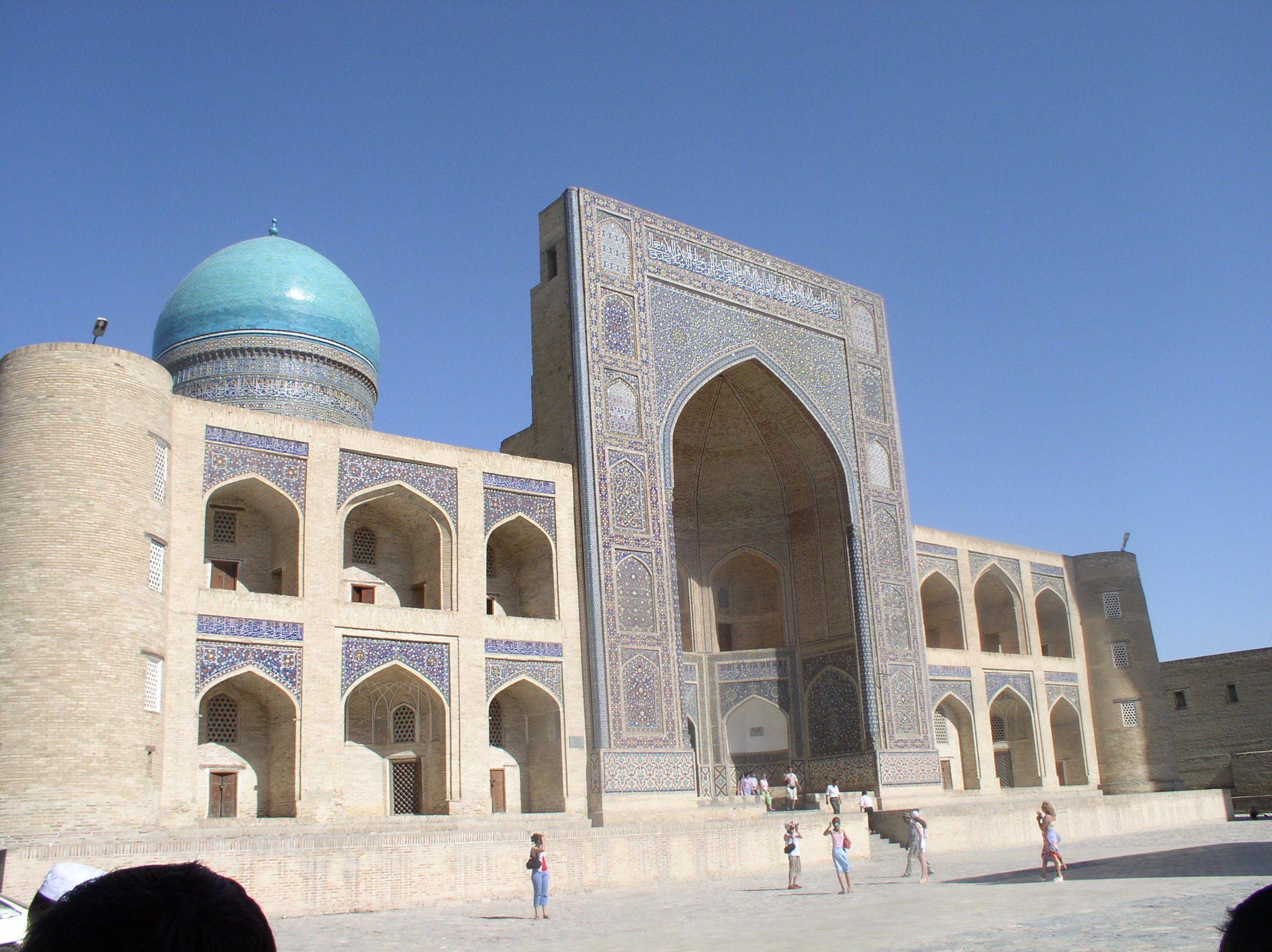
Медресе Мірі-Араб, Бухара, Узбекистан, збуд. 1536

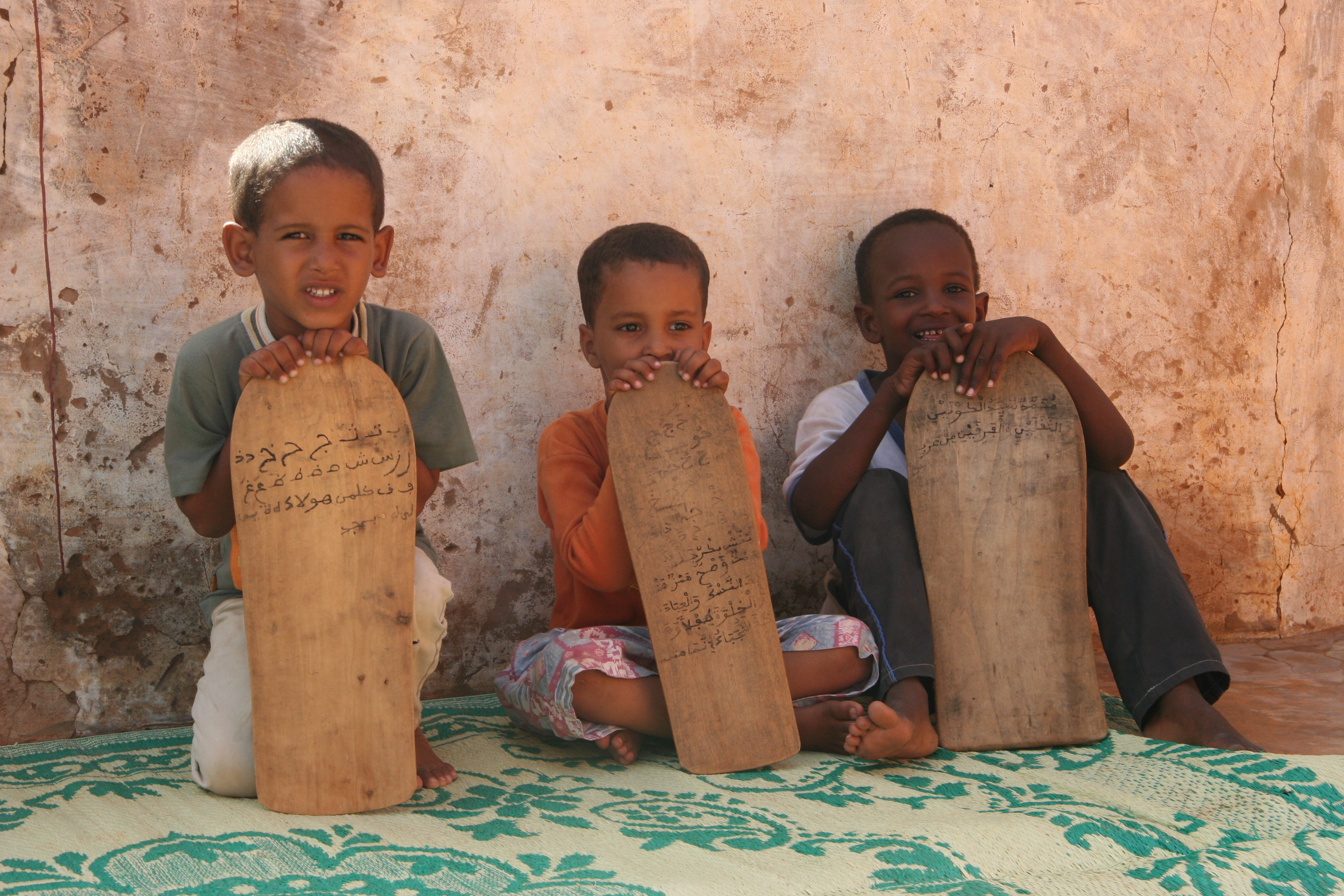
Школярі медресе у Мавританії заучують основи Корану за дерев'яними дощечками, 2006

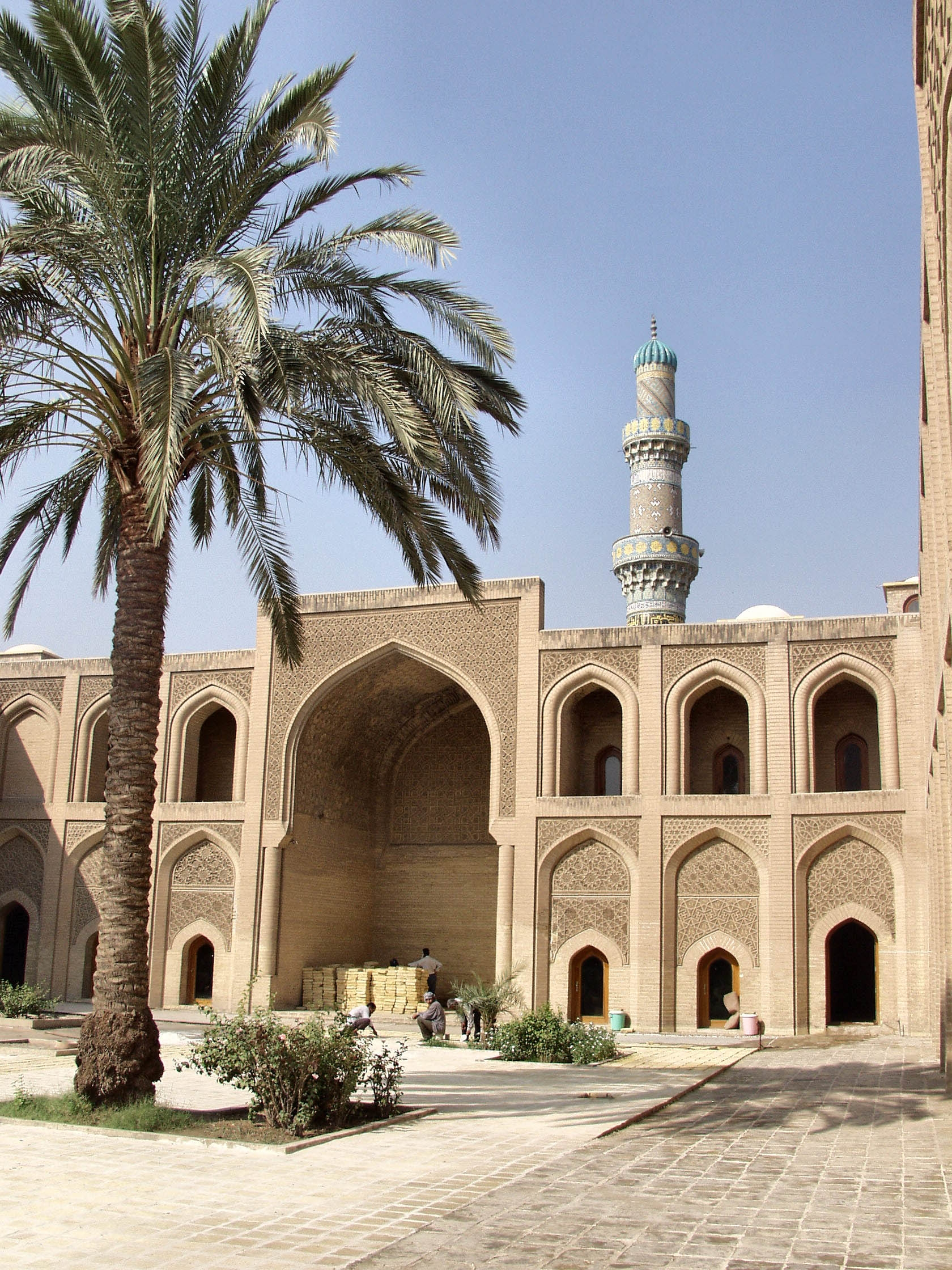
Мустансирія університет, Багдад, збуд. 1233

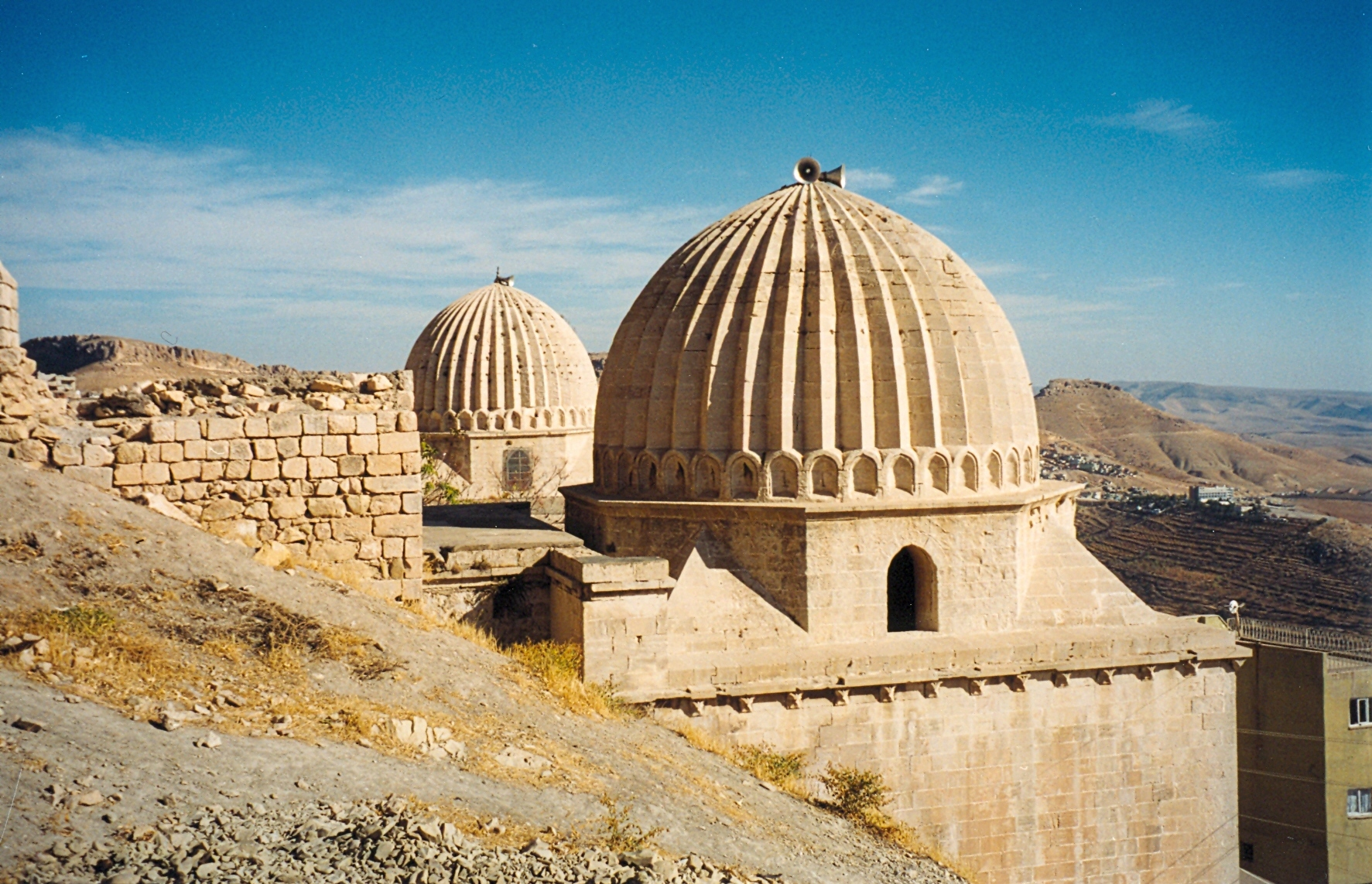
Медресе султана Іси, Мардин, Туреччина, фото 2000

Руїни медресе 1333 р. заснування, пам'ятка архітектури в Старому Криму неподалік Мечеті хана Узбека (1314 р.)

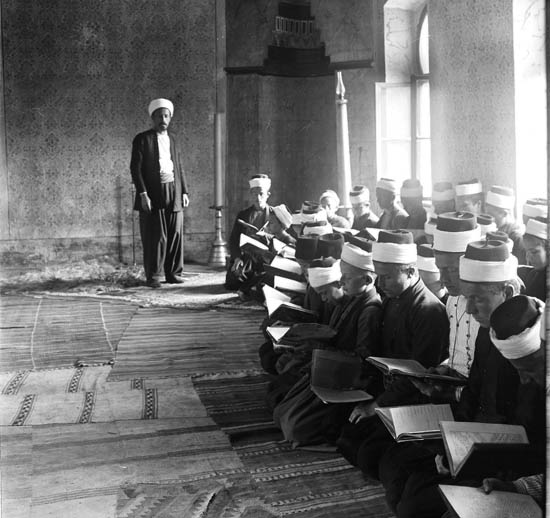
Боснійське медресе, фото бл. 1906

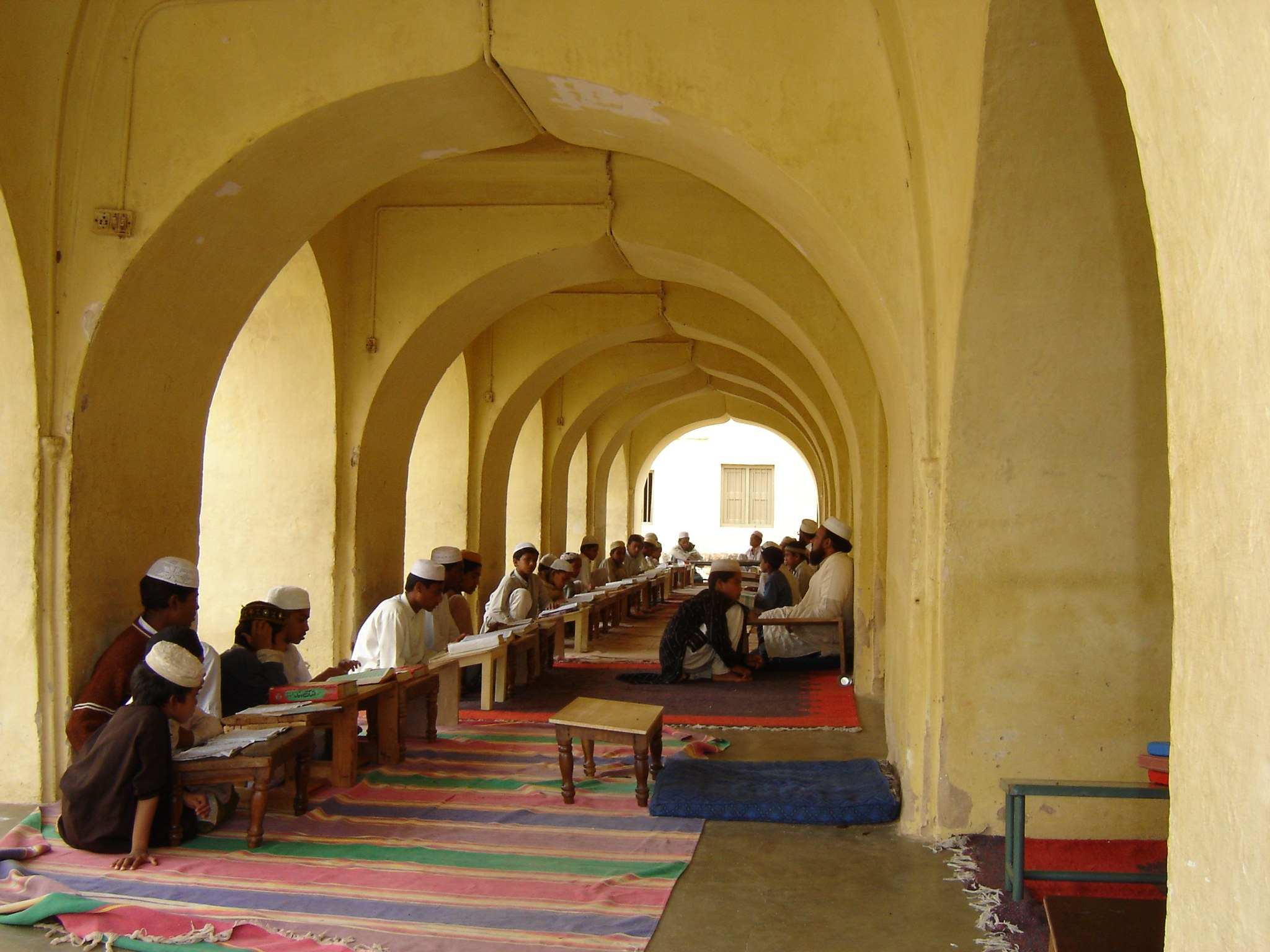
Медресе при джамія-мечеті Масуда (Jamia Masjid), Індія, фото 2007

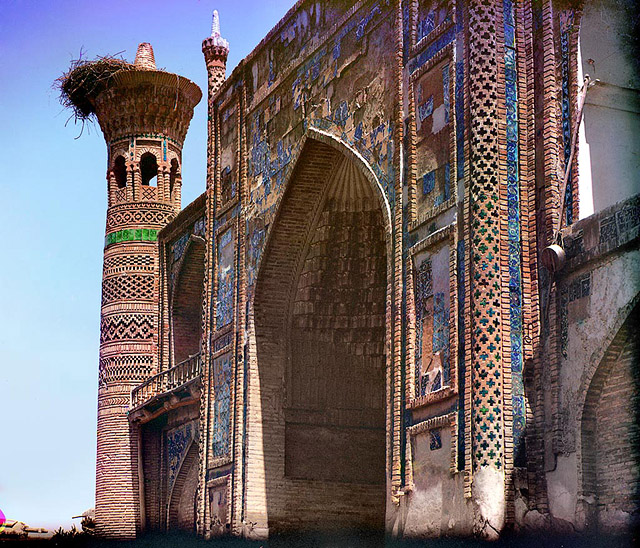
Медресе Улугбека в Самарканді з щедро оздобленим порталом, фото 1909~1915 рр.

Медресе́ (араб.: مدرسة, мадраса́ множина madāris مدارس «місце, де вчать») — навчальний осередок, місце навчання, зокрема назва середніх і вищих шкіл мусульман Близького і Середнього Сходу, а також Пакистану і Північної Індії. В Києві і Україні медресе розташовані при місцевих мечетях.

## Поняття
Арабською мадраса́ — це взагалі будь-яка школа і/або навчальний заклад. Так, виділяють мадраса ісламія — «ісламська школа», мадраса деенійя — «релігійна школа», мадраса кхаса — «приватна школа».
Медресе відкривалися зазвичай при великих мечетях. У них готували служителів культу (імамів), вчителів початкових мусульманських шкіл — мектебів, а також службовців держапарату.
Навчальними дисциплінами у медресе були і є:
- Коран
- коментарі (тафсири) до Корану
- арабська мова
- хадис
- ісламська теологія (калам)
- ісламське право (шаріат)
- історія ісламу

І хоча типовою ісламською освітою вважалось вивчення напам'ять окремих уривків або й цілого Корану (такий курс називався хіфз/араб. حافظ قرآن або حافظ, відповідно, ті, хто заучував Коран напам'ять хафізами), дуже рано, зі спеціалізацією подальшого навчання з окремих напрямків/факультетів (право, теологія, медицина тощо) намітився поділ медресе на звичайні ісламські школи та заклади вищої освіти. У останніх учні проходили курс 'алім або улама (араб. علماء), що в часі зазвичай розтягувався на 10-15 років. Лише вивчившись такий тривалий час, студенти ставали улемами — вченими і високо шанованими членами суспільства.

## Історія і сучасність медресе

### Історія медресе
Перше медресе було відкрите в 859 році у Фесі (Марокко). У період IX—XIII ст.ст. медресе поширились по всій території Близького і Середнього Сходу, а також у Магрибі, тобто країнах, звідки іслам зародився і в тих, які зазнали ісламізації.
У період Середньовіччя медресе були значними осередками культури — фактично першими університетами (джамія) в сучасному розумінні, в яких діяли найкращі вчені свого часу, такі як Аверроес та Авіценна і, не в останню чергу, завдяки яким досягнення античної науки і філософії стали набутком пізнішого у часі західно-європейського Відродження.
У часи Аббасидів було створено цілу мережу медресе, яка крім Персії, Аравії і Магрибу охопила також і деякі території Західної Європи — Аль-Андалус (більша частина сучасної Іспанії) та Сицилійський емірат на Сицилії та території сучасних Афганістану, Пакистану, Пенджабу (Північна Індія). Знамениті медресе діяли в Каїрі (університет-джамія Аль-Азгар, заснована 975) та Багдаді (університет Мустансирія, збуд. 1233). У пізнішу добу Османської імперії саме в медресе провадилось навчання більшості підданих, включно з Албанією, Боснією та населенням інших підкорених країн на Балканах. Наприкінці існування Золотої Орди у XV ст. разом з прийняттям ісламу мусульманська культура, в тому числі і медресе, розповсюдились на величезній території Поволжя (у тюрків, татар і башкирів) та Середньої Азії і Казахстану. Відомими медресе XV—XIX ст.ст. були медресе Бухарського ханства в Самарканді (медресе Улугбека) та Бухарі; також діяли медресе в Казані та Уфі. У XVII-XIX ст.ст. медресе поширилися у багатьох частинах Африки — у Західному і Східному Судані.

### Медресе на території України
На території сучасної України, зокрема, в Криму, перші медресе з'явилися фактично відразу з проникненням ісламу на півострів. Так, медресе, побудоване ханом-реформатором Узбеком в місті Солхат (суч. Ескі Кірим/Старий Крим), датується 1314 роком. З певною долею застереження цей навчальний заклад можна назвати чи не найстаршим в Україні, принаймні в Криму точно.
З унезалежненням Кримського ханства від Порти у 1-й пол. XV ст. значним освітнім центром стало Зинджирли-медресе, засноване Менглі Гераєм неподалік нової ханської столиці Бахчисарай.
З приєднанням Криму до Російської імперії у 1783 р. розпочався масований наступ на права і культуру кримських татар, що виражалося і в релігійних утисках. Однак, на 1876 р. в Криму ще існувало 40 стародавніх медресе, де навчалось кілька сот учнів (сохтів). Кримські медресе XIX ст. можна розділити на декілька типів: колишні столичні Бахчисарайські медресе (Ханське, Орта і Зинджирли-медресе); міські й сільські (карасубазарське Тек'є, керченське Сари-Емін і сільські в Ташлидаїрі, Узун-баші і Акчурі) та усі інші, головним чином, по селах. Саме найбільші кримські медресе стали базою здіснення джадидистської реформи просвіти кримських татар на межі XIX—XX ст.ст..

### Медресе у XXст. і за сучасності
У 20—30 рр. XX ст. у ряді країн мусульманського Сходу відбувалися процеси демократизації і вестернізації суспільного ладу (Туреччина на чолі з Ататюрком, Туніс за Бургіби), внаслідок чого відбулося реформування системи народної освіти — за медресе закріплювалася роль закладів релігійної (мусульманської) освіти, навчання у яких, проте, визнається за середню освіту і дає змогу продовжити навчання у релігійних вищих навчальних закладах. Тоді ж осередками виключно вивчення ісламської теології стали медресе у Боснії, переставши виконувати роль закладів народної освіти.
У решті мусульманських країн, зокрема африканських, близькосхідних, Пакистану та Індії у 60-х рр. XX ст. склалися 2 типи медресе — світські заклади, в тому числі і приватні, загальної освіти (але з обов'язковим вивченням основ ісламу) та осередки з вивчення Корану, які готують служителів культу.
У СРСР в мусульманських республіках і автономіях медресе були ліквідовані, відновлення їх діяльності як осередків з вивчення ісламу, в тому числі і в АР Крим у сучасній Україні відбулося з демократизацією суспільства наприкінці 1980-х рр.

## Архітектура медресе
Як архітектурна споруда медресе склалася у Х—XII ст.ст. (медресе Нізаміє в Харгірді, Іран, XI ст.; медресе ан-Нурія аль-Кубра в Дамаску, XII ст. тощо)
Медресе являє собою 1—2-поверхову споруду з прямокутним подвір'ям, келіями, мечеттю та аудиторіями.
Існують регіональні відмінності в архітектурі медресе — у Середній Азії мечеть і аудиторії розташовані в корпусі будівлі, по обидва боки від порталу, у Сирії та Єгипті вони займають обернені до подвір'я лоджії. У Малій Азії подвір'я медресе зазвичай покривається масивним куполом.
Медресе оздоблюється різьбленням на камені, стуку (алебастровій штукатурці), дереві й теракоті та полив'яними плитками.

## Виноски
1. ↑  Alatas Syed Farid From Jami'ah to University: Multiculturalism and Christian-Muslim Dialogue, Current Sociology 54 (1), стор. 112-32 (англ.)
2. ↑  Makdisi George (April-June 1989), Scholasticism and Humanism in Classical Islam and the Christian West, Journal of the American Oriental Society 109 (2): 175—182 [175-77] (англ.)
3. ↑  В Туреччині буде відкритий перший у світі музей Ісламської науки і технології — на сайті «Іслам в Україні». Архів оригіналу за 19 квітня 2008. Процитовано 2 липня 2008. В Туреччині буде відкритий перший у світі музей Ісламської науки і технології — на сайті «Іслам в Україні» (укр.)
4. ↑  Джадидистська реформа просвіти кримських татар (межа XIX–XX ст.), автореферат дисертації. Архів оригіналу за 12 січня 2015. Процитовано 2 липня 2008.